# Ljusväg
En ljusväg är ett tecken som kan ses vid en oftalmologisk undersökning av ögonen med spaltlampa, när strålen riktas i sned vinkel mot iris plan och dess väg kan ses när den passerar främre ögonkammaren. Ljusväg indikerar nedbruten blod-kammarvattenbarriären i iris kapillärer, med åtföljande utsöndring av protein  i främre ögonkammaren.